# Коутон, Скотт
Скотт Брэ́йден Ко́утон (англ. Scott Braden Cawthon; род. 4 июня 1978, Хьюстон, Техас) — американский разработчик игр, игровой дизайнер, продюсер и писатель. Является создателем хоррор-игры Five Nights at Freddy’s. Игра приобрела популярность у игроков в сети сразу после выхода её первой части в 2014 году. Коутон создал 10 частей Five Nights at Freddy's, а также три спин-оффа. В 2021 году он заявил о прекращении дальнейшего участия в разработке серии игр. Он также написал множество книг по мотивам FNaF, в том числе роман «Five Nights at Freddy’s: The Silver Eyes» (2015). Также Коутон выступил сценаристом и продюсером одноимённого фильма по франшизе.

## Ранняя жизнь и работа
Коутон родился в Хьюстоне, штат Техас, 4 июня 1978 года. Он христианин. В настоящее время он живёт в Саладо, штат Техас, с женой и детьми. Карьера Коутона в игровом дизайне и анимации началась в 1990-х. В начале 2000-х Скотт работал в студии HopeAnimation, занимавшейся созданием мультфильмов на основе христианских ценностей. По признанию Скотта, после выхода FNaF он иногда работал кассиром в супермаркете.
Одним из первых игровых проектов разработчика стал шутер DOOFAS. После выпуска своих первых игр Коутон стал работать в студии «HopeAnimation», в которой помогал в создании мультфильмов с христианским посылом. В 2007 году выпустил RPG-игру The Desolate Room, а в 2012 году — сиквел The Desolate Hope.
19 марта 2007 года Коутон загрузил на свой YouTube-канал первую часть восьмисерийного сериала под названием «Путешествие пилигрима», двумя годами ранее выпущенного как полнометражный фильм на DVD. Анимация представляет собой пересказ одноимённого романа Джона Буньяна. После выпуска The Pilgrim’s Progress Коутон разработал несколько игр, в том числе Sit N 'Survive, Chipper & Sons Lumber Co. и The Desolate Hope. Некоторые игры, отправленные Скоутом на Steam Greenlight, подверглись критике экспертов за то, что персонажи двигались и взаимодействовали друг с другом, как аниматронные роботы. Коутон решил использовать персонажей, похожих на аниматроников, в своих интересах, положив начало разработке Five Nights at Freddy’s. Идея сделать FNaF Скотту не пришла во сне, как иногда думают, ведь сон приснился ему уже после того, как он придумал первого аниматроника — Бонни. Но из сна – «большой кролик, стоявший у входа в спальню» – пришла механика с тем, что во время нахождения аниматроника в офисе, дверь закрыть нельзя.

## Five Nights at Freddy’s

### Видеоигры

#### 2014—2018: первые семь игр и первый спин-офф
13 июня 2014 года Коутон отправил Five Nights at Freddy’s в систему Steam Greenlight. На следующий день, 14 июня, был выпущен трейлер, а 24 июля 2014 года — демо-версия. Затем, 24 июля 2014 года он также отправил её на IndieDB, где она приобрела огромную популярность. Он отправил игру в Desura в третий раз 13 августа 2014 года. Игра была принята в Steam Greenlight 8 августа 2014 года и выпущена за 4,99 доллара. Игра была хорошо встречена критиками и стала предметом множества популярных видеороликов в жанре «летсплей» на YouTube. 10 ноября 2014 года Коутон выпустил приквел под названием Five Nights at Freddy’s 2 за 7,99 доллара в Steam. Вскоре после выпуска Five Nights at Freddy’s 2 Коутон удалил всю информацию со своего официального сайта и заменил её изображением слова «offline». Вскоре на сайте стали появляться тизеры Five Nights at Freddy’s 3, выпущенные 2 марта 2015 года.
23 июля 2015 года Скотт выпустил Five Nights at Freddy’s 4. 31 октября 2015 года было выпущено бесплатное обновление «Хэллоуин». 15 сентября 2015 года Коутон объявил о разработке новой ролевой видеоигры (RPG), под названием FNaF World. Эта игра — не хоррор; скорее, это стилизованная ролевая игра. Она была выпущена 21 января 2016 года. Четыре дня спустя Коутон удалил её из Steam, не удовлетворённый результатами, и 8 февраля бесплатно выпустил улучшенную версию для Game Jolt.
21 мая 2016 года Коутон выпустил тизер-трейлер Five Nights at Freddy’s: Sister Location, в котором представлены два новых аниматроника, а также цирковые вариации Фокси и Фредди из игры. Игра была выпущена 7 октября 2016 года и в целом была хорошо принята. Затем 2 декабря Коутон выпустил бесплатное обновление «Custom Night», и позднее в него был добавлен также «Golden Freddy Mode».
3 июля 2017 года Коутон объявил об отмене шестой игры Five Nights at Freddy’s, предварительно заявив месяцем ранее, что игра находится в разработке. Он пояснил, что это произошло потому, что пренебрегал другими важными вещами в своей жизни, но сказал, что не планировал отказываться от серии и в будущем может выпустить побочную игру в стиле FNaF. Однако с выпуском Freddy Fazbear’s Pizzeria Simulator 4 декабря 2017 года было подтверждено, что Скотт всего лишь троллил фанатов своими заявлениями..
28 июня 2018 года в Steam бесплатно была выпущена седьмая основная часть серии Ultimate Custom Night. В ней представлена большая часть персонажей из франшизы. В сообщении «Предстоящие проекты» Коутона в Steam он отметил, что подписаны контракты на консольные порты, а также получил дополнительную информацию об играх виртуальной и дополнительной реальности. Он также объявил о выходе новой серии книг Five Nights at Freddy’s: Fazbear Frights. 27 августа 2018 года Коутон прокомментировал сообщение об истинном голосе Фредбера в UCN: «У меня такое чувство, что мы увидим больше Келлена во вселенной FNaF. Его работа ещё не закончена». Он намекал на то, что возможно, ведётся разработка восьмой части.

#### 2019—2021: предстоящие взносы, успех VR и внезапный выход на пенсию
В начале 2019 года Скотт объявил, что он уходит на пенсию: «Мне было 30 с небольшим, когда я создал эту серию игр. Теперь мне уже за 40, и я понимаю, что скучаю по многим вещам, которым я посвящал свое время до того, как Five Nights at Freddy’s стала успешной. Я скучаю по созданию игр для своих детей; я скучаю по разработке игр просто для развлечения; я скучаю по созданию RPG, хоть это и плохо у меня получается. Все это означает, что я ухожу на пенсию». Позже он рассказал, что объединился с небольшой студией видеоигр Steel Wool Studios, именно они будут создавать будущие игры Five Nights at Freddy’s, в то время как Скотт будет ответственен за сюжет и дизайн аниматроников, а также геймплей. 28 мая 2019 года Коутон выпустил анонсированную VR-игру Five Nights at Freddy’s: Help Wanted как для ПК, так и для PlayStation VR. Дополнение Curse of Dreadbear было выпущено 23 октября 2019 года. 8 августа 2019 года, во время пятой годовщины первой игры, Коутон разместил новое изображение на своём веб-сайте, намекая на девятую игру серии. На нём изображён модернизированный торговый центр с лазертаг-ареной, галереей, большим кинотеатром и рестораном Freddy Fazbear’s Pizza; на главной площади можно увидеть версии Фредди Фазбера, Чики и двух совершенно новых аниматроников в стиле 80-х, играющих для возбуждённой публики. В сентябре 2019 года на YouTube-канале Illumix были опубликованы тизер и анонсы, посвящённые девятой игре. Было объявлено название игры — Five Nights at Freddy’s: Special Delivery. Она была выпущена бесплатно 25 ноября 2019 года для iOS и Android. Позже, 29 сентября 2019 года, на сайте Коутона появился новый тизер с участием Глэмрок Фредди, за которым последовал обновлённый тизер с тенью персонажа Вэнни из Five Nights at Freddy’s: Help Wanted.
24 марта 2020 года был опубликован ещё один тизер с участием нового персонажа, похожего на аллигатора, которого, как выяснилось позже, назвали Аллигатор Монтгомери. 21 апреля 2020 года произошла утечка имён персонажей из списка предстоящих продуктов Funko, а название игры было раскрыто как Five Nights at Freddy’s: PizzaPlex. Несколько часов спустя, 22 апреля 2020 года, Скотт Коутон подтвердил утечку через Reddit и сообщил, что название не является официальным и предназначено только для Funko. Коутон также объявил, что релиз игры запланирован на конец 2020 года. 12 июня 2020 года был выпущен ещё один тизер с участием главного героя игры, неназванной женщины-охранника. 7 августа 2020 года вышел тизер с Вэнни. Через день Скотт показал персонажей Глэмрок Чика и Роксанна Вульф на Reddit.
21 августа 2020 года Скотт Коутон объявил о своём плане помощи в финансировании и публикации игр Five Nights at Freddy’s, разработанных фанатами, в комплекте с предыдущими играми. Он не будет участвовать ни в творческом процессе, но будет помогать с маркетинговой и издательской поддержкой, а также с соответствующим лицензированием. Включённые игры будут полностью из серии One Night at Flumpty’s (включая предстоящую One Week at Flumpty’s), большей частью из серии Five Nights at Candy’s (включая Five Nights at Candy’s 4 (рабочее название), но исключая оригинальную Five Nights at Candy’s, вместо этого заменив его ремастером 2019 года), The Joy of Creation: Ignited Collection (состоящий из оригинальной The Joy of Creation, The Joy of Creation: Reborn, The Joy of Creation: Story Mode и ремейка The Joy of Creation: Story Mode), Popgoes Evergreen (включая пролог игры Popgoes Arcade). Коутон также заявил, что эти игры, вероятно, также появятся на мобильных устройствах и консолях, и, возможно, даже для них будут созданы товары. Первой игрой, выпущенной в рамках этой инициативы, стала версия One Night at Flumpty’s для Android и iOS 31 октября и 18 ноября 2020 года.
16 сентября 2020 года во время демонстрации PlayStation 5 было объявлено, что Five Nights at Freddy’s: Security Breach выйдет на PlayStation 5 с функцией трассировки лучей в реальном времени. Её первоначальный выпуск состоится на PlayStation 5, PlayStation 4 и ПК, а через три месяца игра выйдет и на другие платформы. В декабре 2020 года Скотт сообщил, что Five Nights at Freddy’s: Security Breach откладывается до 2021 года, заявив, что игра слишком велика, чтобы её можно было завершить к концу года.
В январе 2021 года в официальной прямой трансляции GeForce был показан второй тизер-трейлер Five Nights at Freddy’s: Security Breach, демонстрирующий игру с новейшей видеокартой Nvidia GeForce. Месяц спустя, в марте 2021 года, на мероприятии Playstation State of Play был показан официальный трейлер игрового процесса Five Nights at Freddy’s: Security Breach, подтверждающий, что это будет игра со свободным перемещением, в отличие от предыдущих игр FNaF. Это была самая популярная игра в прямом эфире, набравшая миллионы просмотров за первые 24 часа. 13 марта Коутон также показал несколько изображений для Security Breach в прямой трансляции ютубера Dawko.
17 июня 2021 года Коутон разместил на своём веб-сайте сообщение, в котором объявляет о своём уходе из общественной разработки игр и выражает благодарность своим фанатам за их постоянную поддержку. Он заявил, что хотел бы уйти на пенсию, чтобы проводить больше времени со своими детьми, хотя считалось, что на его решение повлияли разногласия по поводу его политических пожертвований кандидатам от Республиканской партии. Он заявил о своём намерении назначить преемника, чтобы гарантировать продолжение франшизы Five Nights at Freddy’s, в то время как он сам продолжит играть меньшую роль в её развитии. Неизвестно, сохранит ли он интеллектуальную собственность Five Nights at Freddy’s, продолжит работу над фильмом или примет какие-либо дальнейшие творческие решения относительно франшизы.

### Романы
В декабре 2015 года Скотт Коутон выпустил тизеры к своему первому роману «Five Nights at Freddy’s: The Untold Story», который вскоре был переименован в «Five Nights at Freddy’s: The Silver Eyes». Книга была выпущена 17 декабря 2015 года как электронная книга для Amazon; также доступно издание в мягкой обложке. По словам Коутона, книга была выпущена раньше запланированной даты выпуска из-за ошибки со стороны Amazon. 24 июня 2016 года Коутон объявил, что он заключил сделку с тремя книгами со Scholastic Corporation и что первая книга (The Silver Eyes) будет переиздана в мягкой обложке в октябре того же года, а вторая и третья будут выпущены в 2017 и 2018 годах.
27 июня 2017 года вышел в свет второй роман Коутона, «Five Nights at Freddy’s: The Twisted Ones». Это был сиквел «The Silver Eyes», и его история повествует о главной героине Чарли, которая «возвращается в мир пугающих творений своего отца», переживая события «The Silver Eyes». 29 августа 2017 года Коутон выпустил первый официальный путеводитель Five Nights at Freddy’s под названием «The Freddy Files». Он содержит профили персонажей, пасхалки, советы по играм и теории, выросшие из франшизы.
26 декабря 2017 года Коутон выпустил второй путеводитель по Five Nights at Freddy’s под названием «Survival Logbook». В отличие от предыдущих книг, у «Survival Logbook» нет издания Amazon Kindle, что означает, что в нём есть страницы, предназначенные для физической записи, а не для простого чтения с устройства. Книга, замаскированная под обычную детскую книгу действий, содержит множество вещей, которые нужно сделать, включая поиск слов, рисование по сетке и действия с заполнением пустых полей, однако все они, как было обнаружено, содержат секреты, связанные с историей.
26 июня 2018 года на Amazon.com был опубликован третий роман из серии книг Five Nights at Freddy’s, «Five Nights at Freddy’s: The Fourth Closet».
26 декабря 2019 года первая книга из серии из одиннадцати книг, Fazbear Frights # 1: Into the Pit, была выпущена на Amazon.com в форматах Kindle и Paperback. Даты выхода и названия следующих десяти книг также были объявлены с течением времени. Данная серия переводится на русский язык, имеется уже четыре книги.
15 октября 2021 года была анонсирована первая книга из серии «Tales from the Pizzaplex #1: Lally’s Game» (еще до выхода всех книг из серии «Fazbear Frights»), происходящая в оригинальной вселенной.

### Экранизация
В апреле 2015 года Warner Bros. Pictures объявила, что приобрела права на адаптацию игры к фильму, Рой Ли, Дэвид Катценберг и Сет Грэм-Смит были настроены спродюсировать его. Грэм-Смит заявил, что они будут сотрудничать с Коутоном, «чтобы сделать безумный, ужасно страшный и странно очаровательный фильм». В июле 2015 года Гил Кенан подписал контракт с режиссёром адаптации и написанием её в соавторстве с Тайлером Бёртоном Смитом.
В январе 2017 года Коутон заявил, что «Отчасти из-за проблем в киноиндустрии в целом, фильм был встречен с несколькими задержками и препятствиями, и он вернулся на круги своя». Но он пообещал, что «на этот раз я буду принимать участие в создании фильма с первого дня, и это что-то чрезвычайно важное для меня. Я хочу, чтобы этот фильм был чем-то, что я был бы рад показать фанатам».
В марте 2017 года Коутон опубликовал в Твиттере фотографию на Blumhouse Productions, предположив, что у фильма появилась новая продюсерская компания. В мае 2017 года продюсер Джейсон Блум подтвердил эту новость, заявив, что он взволнован и тесно сотрудничает с Коутоном над адаптацией. В июне 2017 года Гил Кенан заявил, что больше не будет снимать фильм «Five Nights at Freddy’s» после переворота в Warner Bros. Pictures. 13 февраля 2018 года Blumhouse Productions сообщила в Твиттере, что Крис Коламбус будет работать над фильмом в качестве режиссёра, а также продюсировать его вместе с Блюмом и Коутоном.
В августе 2018 года Скотт Коутон опубликовал форум Steam, на котором заявил, что фильм будет основан на первой игре и что если будут сняты второй и третий фильмы, они будут основаны на второй и третьей игре. Позже в том же месяце Блюм написал в Твиттере, что у фильма запланировано окно выхода фильма на 2020 год. В ноябре 2018 года Коутон объявил, что сценарий фильма был отменён и его работа будет отложена.
20 ноября 2020 года Коутон разместил сообщение на Reddit, в котором обсуждались несколько отменённых сценариев фильма, после чего было объявлено, что у фильма есть готовый сценарий и что его съёмки начнутся весной 2021 года.
17 мая 2023 года вышел официальный трейлер фильма от Blumhouse Production. В нём можно увидеть большое количество отсылок к сюжету игры Five Nights at Freddy.
27 октября 2023 года состоялась премьера фильма, одновременно в кинотеатрах и на стриминговом сервисе Peacock.

## Публичные события
В ноябре 2019 года Коутон объявил, что будет создавать игру специально для мероприятия по сбору средств для Детской исследовательской больницы Св. Джуда, организованного MatPat, который будет играть в игру с другими ютуберами Dawko и Markiplier в прямом эфире. Игра, Freddy in Space 2, была выпущена 3 декабря на Game Jolt и включала в себя скрытые суммы в долларах, которые диктовали, сколько Коутон пожертвует после стрима. Он хвастался, что можно найти в общей сложности 500 000 долларов, но предупредил, что это сложно и что он сомневается, что они смогут найти все, так как его плейтестеру потребовалось пять часов, чтобы завершить игру. Изначально у игры был двухчасовой интервал для показа в прямом эфире, однако Markiplier продолжил играть после окончания трансляции и сумел найти последние скрытые 100 000 долларов, в результате чего общая сумма пожертвований выросла до 451 200 долларов. Коутон продолжил пожертвования полных 500 000 долларов Сент-Джуду.
10 июня 2021 года Коутон появился в Twitter, когда его политические пожертвования были там опубликованы. За исключением пожертвований представителю демократов Талси Габбард, все пожертвования были сделаны республиканским кандидатам и организациям, включая Дональда Трампа. Впоследствии Коутон подтвердил в заявлении, опубликованном на Reddit, что он республиканец, сделал значительные финансовые пожертвования в поддержку консервативных политических кандидатов и выступает за запрет абортов. Он также утверждал, что после того, как пожертвования были обнаружены, его арестовали и ему угрожали насилием и вторжением в дом. В то время как реакция на пожертвования была положительной в сообщении Коутона на Reddit, реакция в социальных сетях, таких как Twitter, была неоднозначной. Члены сообщества ЛГБТ отреагировали отрицательно. Через несколько дней после того, как пожертвования были обнаружены, Коутон объявил, что уходит из профессиональной разработки игр. Коутон планирует выбрать кого-то, кто будет следить за Five Nights at Freddy’s после его выхода на пенсию.

## Медиа

### Фильмография
- College Wheels (1995)
- Birdvillage (2001)
- Birdvillage Beak’s Vacation (2001)
- Birdvilage Beak’s Snowball Fight (2001)
- Birdvillage Secound Nest (2002)
- A Mushsnail Tale (2003)
- Return To Mushsnail: The Legend of The Snowmill (2003)
- Return To Mushsnail: The Legend of The Snowmill Bloopers (2003)
- Noah’s Ark: Story of The Biblical Flood (2004)
- A Christmas Journey: About the Blessings God Gives (2006)
- Chiristmas Symbols (2006)
- The Pilgrim’s Progress (2007)
- Bible Plays series (2010)
- Rock 'N learn (2010)
- The Jesus Kids' Club series (2010)
- Пять ночей с Фредди (2023)
- Пять ночей с Фредди 2 (2025)

### Игры
| Название                                                                            | Дата выхода (по некоторым оценкам) |
| ----------------------------------------------------------------------------------- | ---------------------------------- |
| RPG Max                                                                             | 2002                               |
| Legacy of Flan                                                                      | 2003                               |
| Lost Island                                                                         | 2003                               |
| Elemage                                                                             | 2003                               |
| Mega Knight                                                                         | 2003                               |
| Dank Knight                                                                         | 2003                               |
| Dino Stria                                                                          | 2003                               |
| Phantom Core                                                                        | 2003                               |
| War                                                                                 | 2003                               |
| Gunball                                                                             | 2003                               |
| Stellar Gun                                                                         | 2003                               |
| Ships of Chaos                                                                      | 2003                               |
| Legacy of Flan 2: Flans Online                                                      | 2003                               |
| Legacy of Flan 3: Storm of Hades                                                    | 2003                               |
| RPG Max 2                                                                           | 2003                               |
| Flanville                                                                           | 2004                               |
| Junkyard Apocalypse                                                                 | 2004                               |
| Moon Minions                                                                        | 2004                               |
| Flanville 2                                                                         | 2005                               |
| Metroid: Ripped Worlds                                                              | 2005                               |
| Legend of White Whale                                                               | 2005                               |
| Chup’s Quest                                                                        | 2005                               |
| The Misadventures of Sigfreid The Dark Elf                                          | 2006                               |
| Bogart                                                                              | 2006                               |
| Bogart 2: Return of Bogart                                                          | 2006                               |
| Weird Colony                                                                        | 2007                               |
| M.O.O.N.                                                                            | 2007                               |
| Legacy of Flan 4: Flan Rising                                                       | 2007                               |
| The Desolate Room                                                                   | 2007                               |
| Iffermoon                                                                           | 2008                               |
| The Powermon Adventure                                                              | 2011                               |
| Doomsday Picnic                                                                     | 2011                               |
| Slumberfish!                                                                        | 2011                               |
| Slumberfish!: Catching Z's                                                          | 2011                               |
| Cropple                                                                             | 2013                               |
| Forever Quester                                                                     | 2013                               |
| Golden Galaxy (Игра удалена из Google Play)                                         | 2013                               |
| 20 Useless Apps                                                                     | 2013                               |
| Slumberfish!                                                                        | 2013                               |
| Aquatic Critters Slots                                                              | 2013                               |
| Bad Waiter Tip Calculator                                                           | 2013                               |
| Mafia! Slot Machine                                                                 | 2013                               |
| Pimp My Dungeon                                                                     | 2013                               |
| Platinum Slots Collection                                                           | 2013                               |
| Scott's Fantasy Slots                                                               | 2013                               |
| Spooky Scan                                                                         | 2013                               |
| Vegas Fantasy Jackpot                                                               | 2013                               |
| Vegas Fantasy Slots                                                                 | 2013                               |
| Vegas Wild Slots                                                                    | 2013                               |
| Fart Hotel                                                                          | 2014                               |
| Pogoduck                                                                            | 2014                               |
| Gemsa                                                                               | 2014                               |
| 8-Bit RPG Creator (Игра удалена из Google Play)                                     | 2014                               |
| Shell Shatter                                                                       | 2014                               |
| Chubby Hurdles                                                                      | 2014                               |
| Sit 'N Survive (Игра удалена из Google Play, присутствует на Game Jolt)             | 2014                               |
| Kitty in the Crowd                                                                  | 2014                               |
| Bible Story Slots                                                                   | 2014                               |
| Dark Prisms                                                                         | 2014                               |
| Hawaiian Jackpots                                                                   | 2014                               |
| Jumbo Slots Collection                                                              | 2014                               |
| Magnum Slots Collection                                                             | 2014                               |
| V.I.P. Woodland Casino                                                              | 2014                               |
| Fighter Mage Bard                                                                   | 2014                               |
| Use Holy Water!                                                                     | 2014                               |
| There Is No Pause Button! (Игра удалена из Google Play)                             | 2014                               |
| Rage Quit (Игра удалена из Google Play)                                             | 2014                               |
| Chipper and Sons Lumber Co (Игра удалена из Google Play, присутствует на Game Jolt) | 2014                               |
| The Desolate Hope                                                                   | 2014                               |
| Five Nights at Freddy’s                                                             | 8 августа 2014                     |
| Five Nights at Freddy’s 2                                                           | 11 ноября 2014                     |
| Five Nights at Freddy’s 3                                                           | 3 марта 2015                       |
| Five Nights at Freddy’s 4                                                           | 24 июля 2015                       |
| FNaF World                                                                          | 22 января 2016                     |
| Five Nights at Freddy’s: Sister Location                                            | 7 октября 2016                     |
| Freddy Fazbear’s Pizzeria Simulator                                                 | 4 декабря 2017                     |
| Doofas                                                                              | 26 сентября 1994                   |
| Ultimate Custom Night                                                               | 27 июня 2018                       |
| Five Nights at Freddy’s: Help Wanted                                                | 28 мая 2019                        |
| Five Nights at Freddy’s AR: Special Delivery                                        | 25 ноября 2019                     |
| Freddy in Space 2                                                                   | 3 декабря 2019                     |
| Security Breach: Fury's Rage                                                        | 28 апреля 2021                     |
| Five Nights at Freddy’s: Security Breach                                            | 16 декабря 2021                    |
| Youtooz Presents: Five Nights at Freddy's                                           | 29 апреля 2022                     |
| Freddy in Space 3: Chica in Space                                                   | 18 октября 2023                    |
| Five Nights at Freddy’s: Help Wanted 2                                              | 14 декабря 2023                    |
| Five Nights at Freddy's: Into the Pit                                               | 8 августа 2024                     |
| Five Nights at Freddy’s: Secret of the Mimic                                        | 13 июня 2025                       |
| Five Laps at Freddy's                                                               | 2026                               |
| Five Nights at Freddy's: Survival Crew                                              | TBA                                |

### Книги
| Название                                                         | Дата выхода |
| ---------------------------------------------------------------- | ----------- |
| Five Nights at Freddy’s: The Silver Eyes                         | 2015        |
| Five Nights at Freddy’s: The Twisted Ones                        | 2017        |
| Five Nights at Freddy’s: The Freddy Files                        | 2017        |
| Five Nights at Freddy’s: Survival Logbook                        | 2017        |
| Five Nights at Freddy’s: The Fourth Closet                       | 2018        |
| Five Nights at Freddy’s: The Freddy Files (Updated Edition)      | 2019        |
| Five Nights at Freddy’s: The Silver Eyes (Graphic Novel)         | 2019        |
| Fazbear Frights #1 Into the Pit                                  | 2019        |
| Fazbear Frights #2 Fetch                                         | 2020        |
| Fazbear Frights #3 1:35 AM                                       | 2020        |
| Fazbear Frights #4 Step Closer                                   | 2020        |
| Fazbear Frights #5 Bunny Call                                    | 2020        |
| Fazbear Frights #6 Blackbird                                     | 2020        |
| Five Nights at Freddy's: The Official Coloring Book              | 2021        |
| Fazbear Frights #7: The Cliffs                                   | 2021        |
| Fazbear Frights #8: Gumdrop Angel                                | 2021        |
| Fazbear Frights #9: The Puppet Carver                            | 2021        |
| Five Nights at Freddy’s: The Twisted Ones (Graphic Novel)        | 2021        |
| Fazbear Frights #10: Friendly Face                               | 2021        |
| Fazbear Frights #11: Prankster                                   | 2021        |
| Five Nights at Freddy's: The Ultimate Guide                      | 2021        |
| Five Nights at Freddy’s: The Fourth Closet (Graphic Novel)       | 2021        |
| The Official Five Nights at Freddy's How to Draw                 | 2022        |
| Fazbear Frights #12: Felix the Shark                             | 2022        |
| Tales from the Pizzaplex #1: Lally's Game                        | 2022        |
| Fazbear Frights: Graphic Novel Collection #1                     | 2022        |
| Five Nights at Freddy’s: Security Breach Files                   | 2022        |
| Tales from the Pizzaplex #2: HAPPS                               | 2022        |
| Tales from the Pizzaplex #3: Somniphobia                         | 2022        |
| Tales from the Pizzaplex #4: Submechanophobia                    | 2022        |
| Five Nights at Freddy's: Official Character Encyclopedia         | 2023        |
| Fazbear Frights: Graphic Novel Collection #2                     | 2023        |
| Tales from the Pizzaplex #5: The Bobbiedots Conclusion           | 2023        |
| Tales from the Pizzaplex #6: Nexie                               | 2023        |
| Tales from the Pizzaplex #7: Tiger Rock                          | 2023        |
| Fazbear Frights: Graphic Novel Collection #3                     | 2023        |
| Tales from the Pizzaplex #8: B7-2                                | 2023        |
| Five Nights at Freddy's cookbook                                 | 2023        |
| Fazbear Frights: Graphic Novel Collection #4                     | 2023        |
| Five Nights at Freddy's: The Official Movie Novel                | 2023        |
| Five Nights at Freddy’s: Security Breach Files (Updated Edition) | 2024        |
| Fazbear Frights: Graphic Novel Collection #5                     | 2024        |
| Five Nights at Freddy's: The Week Before                         | 2024        |
| Five Nights at Freddy's: Return to the Pit                       | 2024        |
| Tales from the Pizzaplex: Graphic Novel Collection #1            | 2025        |
| Five Nights at Freddy's: Ticket to Fun Ephemera Kit              | 2025        |